# Парламент Лаоса
Национальная Ассамблея (лаос. ສະພາແຫ່ງຊາດ, Sapha Heng Xat) — законодательный орган (парламент) Лаоса. Учреждена Конституцией 1991 года, сменив Верховную народную ассамблею. Является однопалатной, состоит в настоящее время из 164 депутатов, заседания Ассамблеи проходят в Вьентьяне. Поскольку в стране установлена однопартийная система, в парламенте представлена только Народно-революционная партия Лаоса (НРПЛ). Последние выборы в Национальную Ассамблею проходили в апреле 2011 года, из числа избранных 128 депутатов представляют НРПЛ, а 4 являются беспартийными. Спикер Национальной Ассамблеи (с 22 марта 2021 года) — Сайсомфон Фомвихан. Следующие парламентские выборы прошли 20 марта 2016 года — число избираемых депутатов составило уже 149. Несмотря на однопартийную систему выборы в лаосский парламент проходят формально частично на альтернативной основе — в 2016 году на 149 мандатов претендовали 211 кандидатов.

## Парламентские комитеты
В структуре Национальной Ассамблеи действуют следующие постоянные комитеты:
- Комитет по законодательству
- Комитет по экономике, планированию и финансам
- Комитет по культурной и социальной политике
- Комитет по делам национальностей
- Комитет по окружающей среде
- Комитет по судопроизводству
- Комитет по национальной обороне и безопасности
- Комитет по иностранным делам.